# Guido Fonteyn
Guido Fonteyn (Evere, 1943) was journalist voor De Standaard vanaf 1971 en was voor die krant meer dan tien jaar de enige Vlaamse verslaggever in Wallonië, bij de collega's van de Waalse krant Vers l'Avenir met basis in Namen. In het verlengde van zijn journalistieke activiteiten, ging Guido Fonteyn boeken wijden aan zijn geliefde onderwerp: Wallonië. Hij is commandeur in de Leopoldsorde (2006).
Functies:
- afgevaardigd beheerder van het Kaaitheater,
- lid RVB TV Brussel,
- lid RVB KUB.

## Publicaties
- Renaat Van Elslande, 1970
- De Walen. Een onderhuidse beweging, 1979
- Voeren, een heel Happart verhaal. Waarin het in de titel vermelde personage in het laatste hoofdstuk opduikt, 1983
- De Nieuwe Walen. Met een inleiding over het Belgisch model, 1988
- Wallonië, 1994
- Over de drie Guy's en andere voornamen van de Parti Socialiste, 1994
- In de Rue des Flamands. Het schamele epos van Vlaamse immigranten in Wallonië, 1997
- Afscheid van Magritte. Over het oude en nieuwe Wallonië, 2004
- Boerenpsalm. Vlaamse boeren in Wallonië, 2006
- Over de taalgrens. Van Komen naar Voeren, 2009
- Grensgebied. Van Voeren tot Sankt Vith, 2010
- Vlaanderen, Brussel, Wallonië. Een ménage-à-trois, 2014

- Bibliothèque nationale de France: cb156084169 (data)
- Gemeinsame Normdatei: 172077923
- International Standard Name Identifier: 0000 0001 2320 3853
- Library of Congress Control Number: n79077840
- Nationale Bibliotheek van Polen: a0000002462024
- Nederlandse Thesaurus van Auteursnamen: 072172134
- Système universitaire de documentation: 110482093
- Virtual International Authority File: 262991704
- WorldCat: E39PBJxcVdhgWRQWwM8Mq3bTpP